# Chorus (effet)
Vous lisez un « bon article » labellisé en 2021.
Pour les articles homonymes, voir Chorus.
Le chorus est un effet audio visant à produire un effet d'ensemble similaire à celui d'un chœur de chanteurs ou de plusieurs musiciens jouant la même note. On le retrouve de manière naturelle dans des instruments aux cordes doublées (mandoline, bouzouki, piano…) ou dans certains jeux de l'orgue à tuyaux. Il est produit par le battement de deux ou plusieurs notes aux fréquences très proches. 
À partir des années 1950, il est reproduit de manière électronique sur les orgues Hammond, puis intégré dans des synthétiseurs. Le chorus devient un effet audio embarqué dans des amplificateurs, des chambres d'écho à bande magnétique, des racks puis des pédales d'effet dédiées à partir de 1976. Aujourd'hui, on le trouve sous forme analogique, numérique (DSP) ou bien dans des logiciels (plugins). Il permet à partir du son sec d'un instrument unique d'obtenir un son plus épais et ample. 
Le chorus est généralement obtenu en additionnant au signal d'origine un même signal légèrement retardé (entre 20 et 50 millisecondes) et dont la hauteur est légèrement modifiée de manière cyclique, avec un oscillateur basse fréquence (LFO). De par son fonctionnement, il est proche du flanger et du vibrato. Une autre technique consiste à désaccorder légèrement le signal avec un processeur numérique et à le superposer au signal d'origine. Cet effet detune gagne en popularité dans les années 1990. À l'origine monophonique, le chorus peut inclure plusieurs voix modulées séparément, afin de créer une stéréophonie. 
Le chorus est notamment utilisé sur la guitare électrique, le piano électrique ou le synthétiseur. Cet effet a été très employé dans les années 1980, devenant un élément incontournable de la musique pop et rock de cette période, et reste encore aujourd'hui populaire.

## Étymologie
Le mot chorus provient du latin chorus, repris notamment en anglais, signifiant « chœur » : l'objectif de cet effet est de reproduire le son créé par plusieurs chanteurs ou musiciens jouant la même chose,.

## Principe

### Chorus naturel

#### Dans un chœur
Le chorus est l'effet de plusieurs musiciens jouant la même note ensemble, avec de petites variations de hauteur qui entraînent des annulations de phase. Deux notes de hauteur très légèrement différentes jouées en même temps produisent un seul son qui « vibre ». Dans un chœur, les voix se mélangent et les variations de hauteur créent de nombreux battements. Il est en effet impossible pour la voix humaine de chanter parfaitement juste : en général, la plupart des voix oscillent de 10 à 20 cents. Au-delà de trois chanteurs, se crée alors naturellement un effet de chorus.

#### Instruments de musique
L'effet chorus est également produit naturellement par les instruments à cordes comme la mandoline, le bouzouki, la guitare à douze cordes ou tout autre instrument ayant des cordes doublées : la différence de hauteur entre chaque corde entraîne des vibrations, créant un son « riche et vivant ». On retrouve un effet similaire sur un piano, où chaque note est produite par deux ou trois cordes. Sur les pianos désaccordés (piano bastringue), l'effet est particulièrement audible.
Enfin, dans un orgue à tuyaux, la Voix céleste produit un chorus : les tuyaux de ce jeu sont accordés légèrement plus haut que le diapason, et le battement entre les deux produit un chorus lorsqu'ils sont joués avec un autre jeu de gambe normal.

#### Doublage (enregistrement)
Une technique, appelée doublage, consiste à enregistrer une mélodie interprétée plusieurs fois par le même musicien, et de mixer ces enregistrements ensemble. Cela permet de simuler un chœur sans avoir à moduler le signal. Le doublage repose sur l'effet Haas ; le résultat sonore produit est très différent d'un chorus classique.
On peut obtenir un effet de chorus naturel en enregistrant deux fois le même instrument, mais en variant légèrement l'accordage de ce dernier entre les prises.

#### Chorus à bande

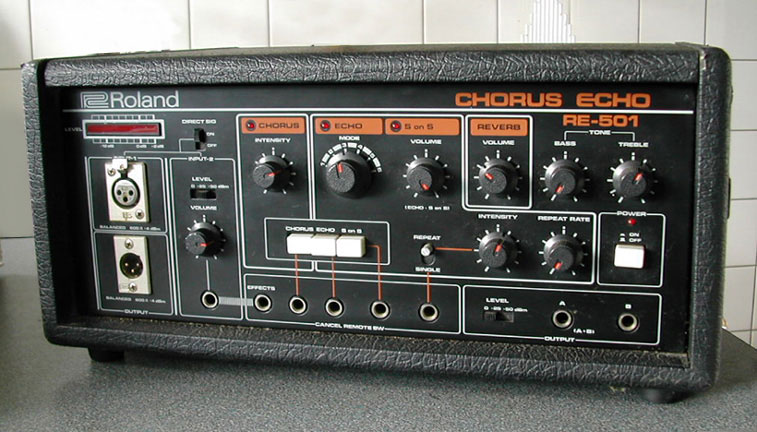
Le Roland Chorus Echo RE-501 (1982) produit des effets de delay et de chorus avec des bandes magnétiques.

En enregistrant un signal sur une bande magnétique, puis en le dupliquant sur une autre bande jouée à une vitesse légèrement différente, on obtient un effet de chorus (même si cette technique a surtout été utilisée pour créer un flanger). 

### Chorus basé sur la modulation d'un delay

#### Fonctionnement
Dans un chorus analogique ou numérique, le signal provenant de l’instrument est doublé et passé à travers un delay de 20 à 50 millisecondes, dont le temps est modulé par un LFO. Cette variation temporelle fait varier la hauteur du signal. La valeur du delay oscille de part et d'autre d'un point fixe.
Cette technique peut-être appliquée plusieurs fois en parallèle avec des réglages différents pour obtenir un nombre plus grand de voix. Le signal de sortie s’obtient en mixant tous ces signaux avec le signal original. Sans le signal original (dry), l'effet obtenu est un vibrato.

#### Réglages

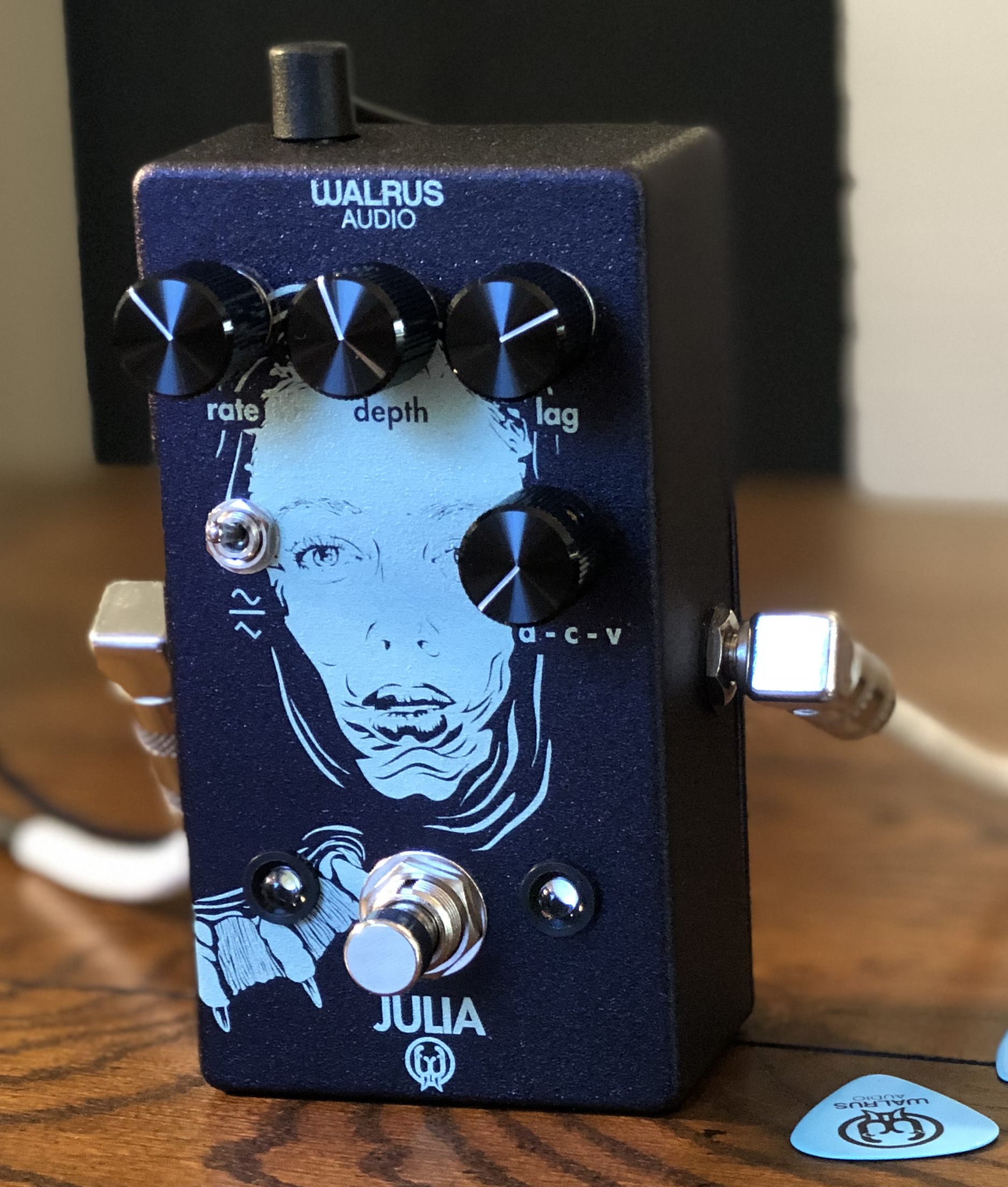
Sur cette pédale de chorus (Walrus Audio Julia), on trouve un contrôle de vitesse (rate), de profondeur (depth), un réglage du delay (nommé « lag »), un potentiomètre de mix (d : dry, pas d'effet ; c (au centre) pour chorus ; v (à droite) pour vibrato). Enfin, un interrupteur (à gauche) permet de passer d'une onde sinusoïdale à une onde triangulaire.

Selon les marques et les modèles, les réglages disponibles peuvent varier, mais le plus souvent on retrouve :
- la vitesse (rate) : il s'agit de la vitesse de la modulation. La plupart des chorus ont un LFO oscillant entre 2 et 9 hertz[13] ;
- la profondeur (depth) : il s'agit de l'amplitude de la modulation, c'est-à-dire la force du vibrato du signal modulé (hauteur maximum atteinte).

D'autres réglages supplémentaires incluent : 
- le temps de retard (delay time ou lag) : c'est le délai (en millisecondes) qui sépare le signal original et le signal modulé ;
- le nombre de voix ajoutées (chorus size) : C'est le nombre de signaux modulés ajoutés au signal original ;
- le mix : il s'agit de la balance entre le signal d'origine et le signal modulé. Un mix à 100 % produit un vibrato, un mix à 0 % un son clair ; pour avoir le chorus le plus prononcé, il faut régler le mix à 50 %.

Certains chorus permettent de choisir la forme d'onde (waveform) du LFO (sinusoïdale, triangulaire, carrée…). Enfin, certains chorus offrent également une section d'égalisation (basses, aigus…).
Un chorus peut être mono, mais pour obtenir un effet plus large et plus ample, il est souvent stéréo (soit en pseudo-stéréophonie, soit en véritable stéréo avec deux ou trois voix distinctes). Certains chorus proposent une sortie sans effet (dry) et une sortie avec effet (wet), donnant l'illusion d'une stéréophonie. Néanmoins, un chorus véritablement stéréo contient en général plusieurs LFO à des vitesses différentes (voire avec un temps de retard différent) et parfois des annulations de phase. L'objectif est de réduire l'aspect cyclique d'un seul oscillateur basse fréquence.

#### Réalisme et utilisation
De par son fonctionnement cyclique, le chorus n'arrive pas vraiment à simuler plusieurs instruments jouant en même temps. Les chorus analogiques produisent également un filtre en peigne. Une solution pour pallier ces problèmes est d'utiliser un pitch shifter et de transposer de quelques cents le signal. En stéréo, cela peut donner une illusion de profondeur.
Toutefois, le chorus est devenu un effet à part entière et garde son utilité pour rendre un son plus ample, plus large ou plus gros. Utilisé sur un son de piano numérique, le chorus peut aider à obtenir un son désaccordé de piano bastringue.
Le chorus est également utilisé sur des voix, notamment pour renforcer les harmonies vocales. Sur les guitares et les claviers, il permet d'enrichir la texture des instruments.

### Chorus basé sur le changement de hauteur (pitch shift)
Sur un synthétiseur, il est possible de reproduire un chorus avec deux oscillateurs, en désaccordant légèrement l'un d'entre eux de quelques cents (un demi-ton équivaut à 100 cents). Il est également possible de rajouter plusieurs oscillateurs pour obtenir un chorus plus ample. Sur certains synthétiseurs, on peut ainsi ajouter 16 oscillateurs, chacun accordé légèrement différemment des autres. Enfin, on peut superposer plusieurs oscillateurs avec différentes formes d'onde (triangulaire, carrée, sinusoïdale…) pour obtenir un son plus riche, chaque oscillateur pouvant lui aussi être désaccordé pour donner un chorus très large.

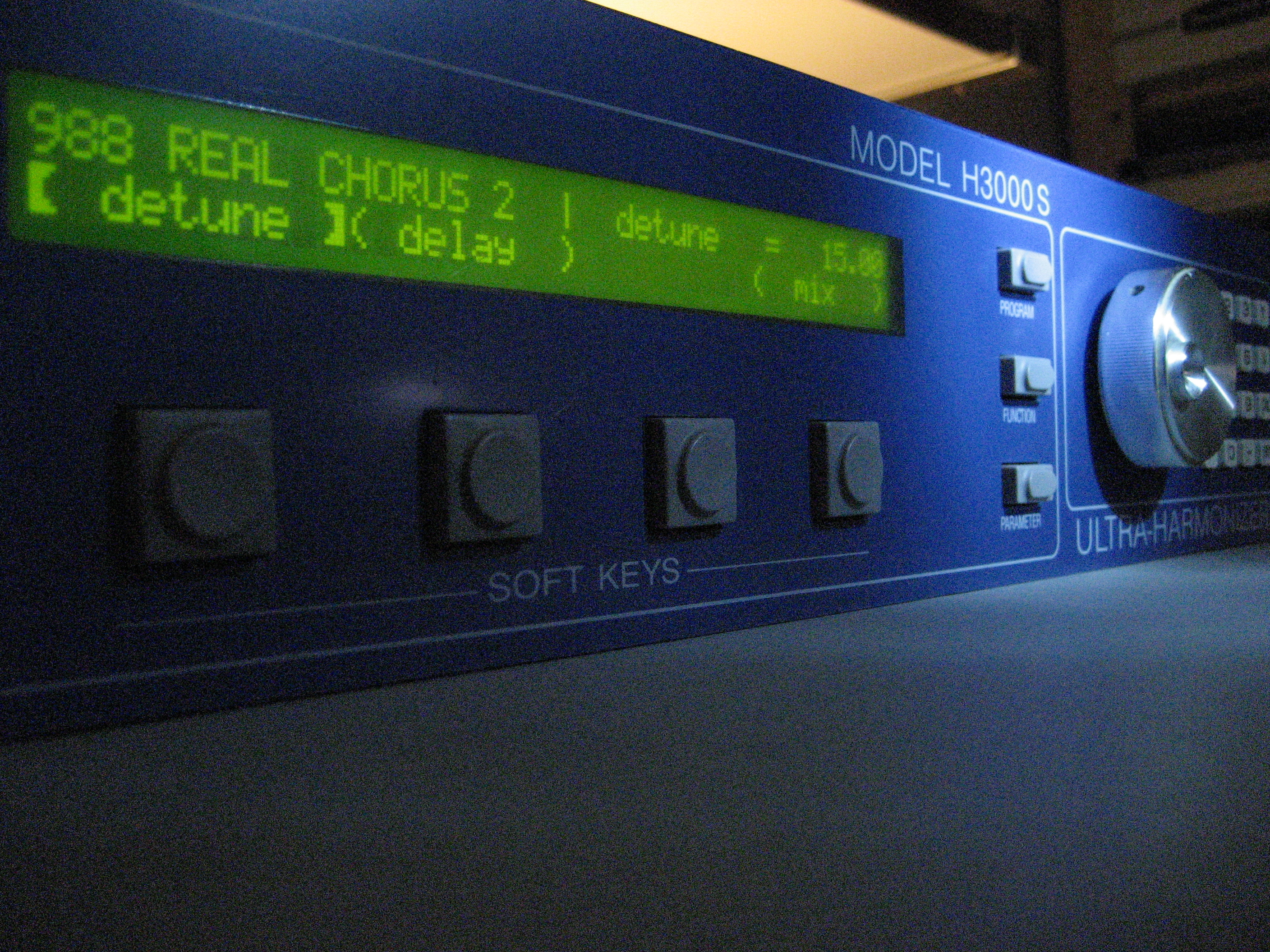
Un harmonizer H3000 SE de Eventide, capable de légèrement désaccorder un son pour produire un effet detune, différent du chorus classique avec LFO.

Cette même technique est utilisée dans l'effet detune (« désaccordage ») : un pitch shifter désaccorde le signal de quelques cents et le rajoute au signal initial. De cette manière, il n'est pas nécessaire d'utiliser un LFO (cf. infra). Il est possible de régler la différence de hauteur très précisément (en dessous ou au-dessus du signal original) et le son produit reste constant. Le detune préserve davantage la clarté du son par rapport au chorus classique. Cet effet a été d'abord créé par Eventide, avant d'être incorporé dans certaines pédales d'effet à partir des années 1990, comme la Whammy de Digitech. Il a notamment été utilisé par Eddie Van Halen.
Certains processeurs de chorus utilisent également l'algorithme PSOLA (en) (Pitch Synchronous Overlap-Add), créé à l'origine pour la synthèse vocale et permettant de changer la hauteur d'un signal (pitch shift). L'effet produit comporte moins d'artéfacts que les chorus classiques.

## Histoire

### Premiers chorus électroniques

#### Orgues Hammond (années 1940-1950)
|  |

Les premiers chorus électroniques apparaissent sur les orgues Hammond après la Seconde Guerre mondiale. En effet, ces orgues électroniques produisant des notes parfaitement justes étaient critiqués pour leur manque de réalisme par rapport à un orgue à tuyaux, où existent des subtiles différences de hauteur entre chaque tuyau. Pour y remédier, un nouvel ensemble mécanique de notes accordées légèrement différemment des autres tuyaux, appelé chorus generator, a d'abord été rajouté aux orgues Hammond en 1935. Cet effet a ensuite été remplacé par un trémolo électronique, faisant varier cycliquement le volume. Après la Seconde Guerre mondiale, un véritable chorus est installé sur les orgues : un circuit électrique fait varier la hauteur des notes et est mélangé au signal original. Cela permet de réduire drastiquement les coûts par rapport au chorus generator .

#### Solina String Ensemble (1974)
En 1974, le synthétiseur Solina String Ensemble incorpore un effet chorus, afin de recréer le son d'un ensemble à cordes. Cela reste toutefois une exception parmi les synthétiseurs des années 1970.

### Chorus analogiques (1975-aujourd'hui)
En 1975, Roland intègre un chorus dans son amplificateur Roland JC-120 (nommé Jazz chorus). À l'origine, l'objectif est de permettre aux claviéristes de se passer de chorus sur leur synthétiseur, mais l'amplificateur est rapidement utilisé par les guitaristes.
Face au succès du JC-120, Roland décide de sortir une pédale d'effet reprenant le même circuit de chorus : la Boss CE-1, qui sort en 1976.
En 1977, Roland sort également le RE-301 Chorus Echo, une machine à bandes magnétiques produisant du delay et du chorus. Le signal original est ici copié sur une bande, puis lu avec un décalage de plusieurs millisecondes en même temps que la bande originale, ce qui produit le chorus. 
Face à l'encombrement du CE-1, une version compacte est créée en 1979, la Boss CE-2. Elle devient l'une des pédales de chorus les plus célèbres. La Boss CE-3 lui succède, avec deux sorties stéréo. Le dernier chorus à bande de Roland sort en 1982 : l'époque est aux racks et aux pédales. D'autres entreprises emboîtent le pas et construisent leurs propres modèles.
À la fin des années 1970, Electro-Harmonix sort la Small Clone, une pédale de chorus dotée d'un seul potentiomètre de vitesse (rate) et d'un switch pour changer la profondeur. Cette pédale devient très populaire dans les années 1990 grâce à son utilisation par Kurt Cobain de Nirvana (on le retrouve par exemple dans la chanson Come as You Are).

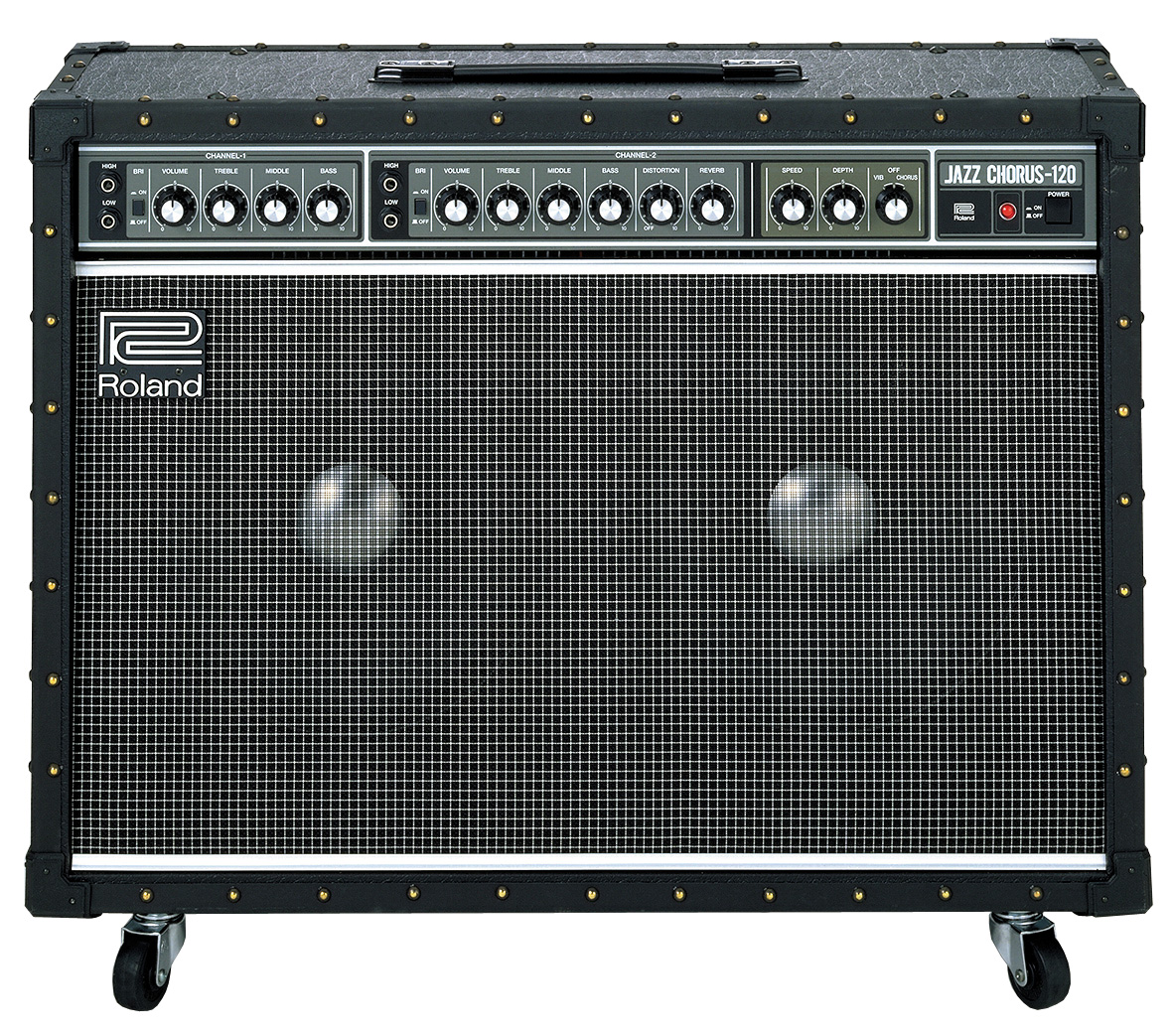
Créé en 1975, l'amplificateur Roland JC-120 intègre un vibrato et un chorus. Il est rapidement plébiscité par les guitaristes.
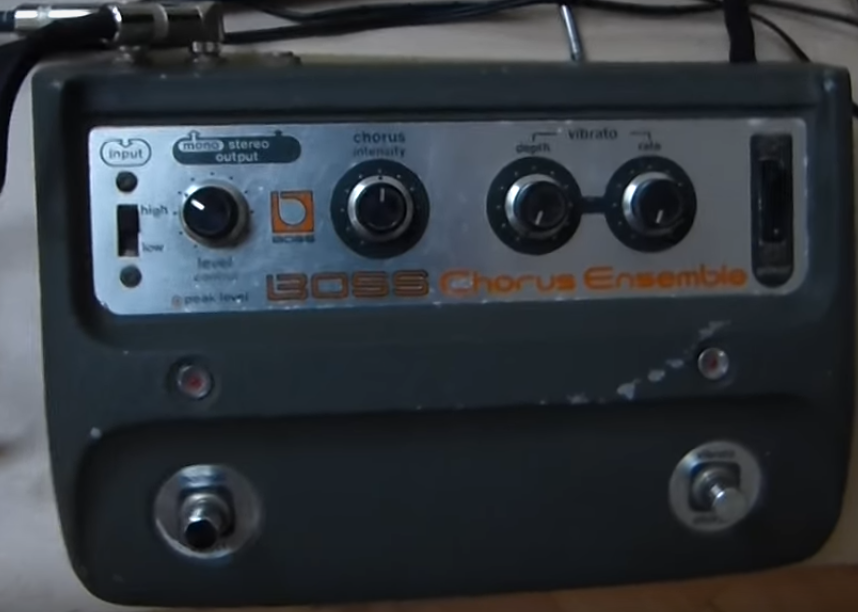
Le Boss CE-1, la première pédale de chorus produite.
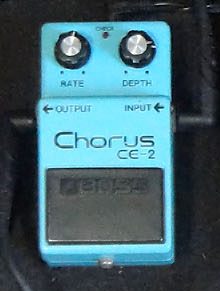
Le Boss CE-2, plus compact, remplace le CE-1 en 1979.
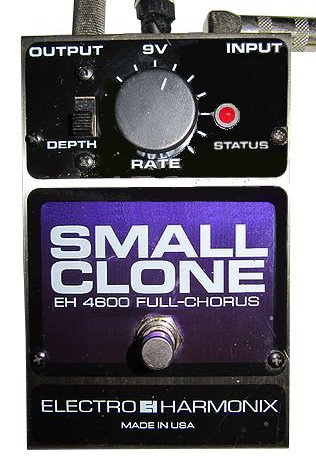
Une pédale de chorus classique, la Small Clone de Electro-Harmonix, utilisée entre autres par Kurt Cobain.
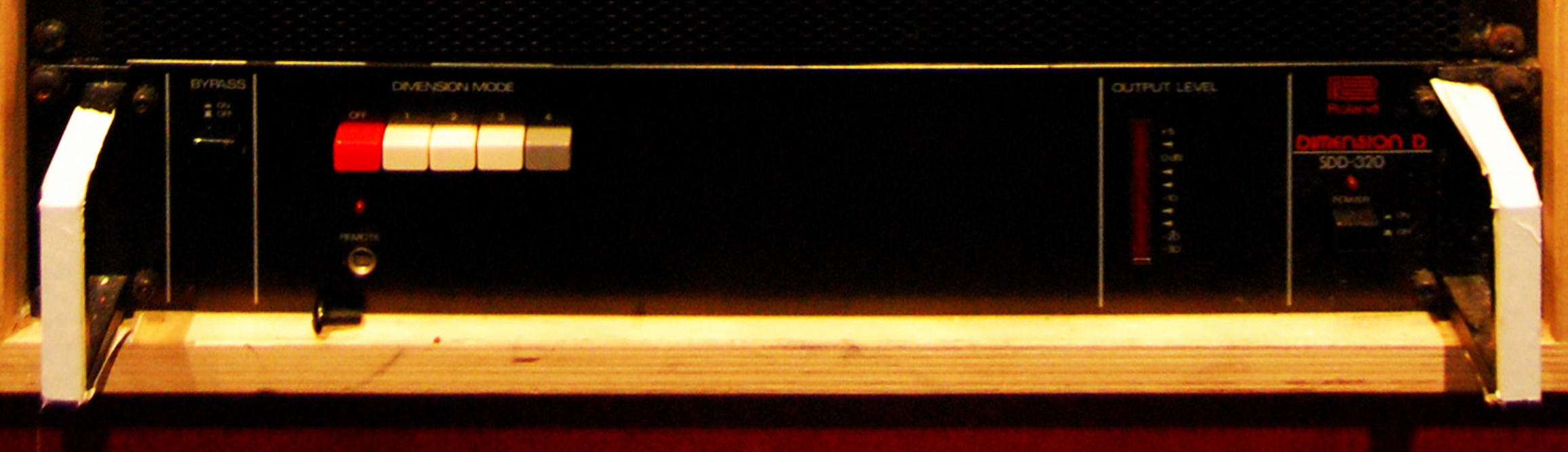
Rack d'effet Roland SDD-320 Dimension D.

| trois photographies d'une pédale d'effet bleue avec deux potentiomètres. La troisième photo montre l'intérieur de la pédale et son circuit électronique. |

Ces pédales de chorus sont dites « analogiques  » : l'effet est produit par des puces BBD (Bucket Brigade Device (en)), les mêmes utilisées dans les delays analogiques.
Certains chorus, comme la Boss DC-2 Dimension C (pédale) ou le Roland SDD-320 (rack), utilisent un circuit plus complexe avec deux lignes de chorus analogique et un reversement de phase. Cet effet, plus subtil qu'un chorus traditionnel, est largement utilisé par les studios d'enregistrement dans les années 1980,.
Le chorus devient un effet embarqué dans les synthétiseurs à partir des années 1980, améliorant les sons de piano et de cordes. Le chorus devient alors un effet très utilisé dans la musique rock et pop, notamment avec les claviers et les guitares électriques. C'est un élément central du son des années 1980.

### Chorus numériques

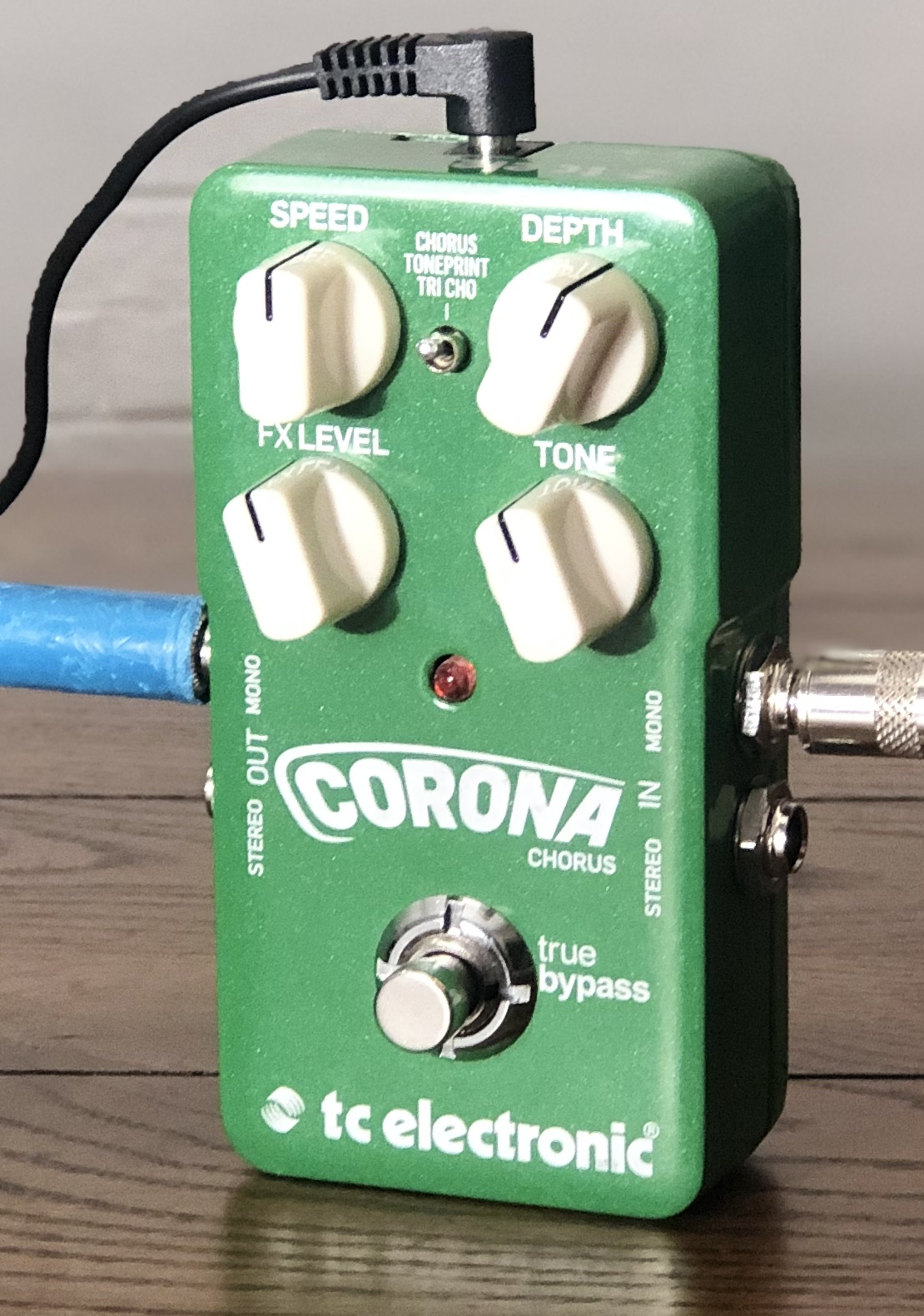
Pédale de chorus numérique stéréo de TC Electronic (2011) : outre le chorus classique, elle propose un tri-chorus (trois lignes de chorus différentes) et l'édition de sons via USB.

À la fin des années 1980, des chorus numériques apparaissent sur le marché. Ainsi, le CH-1 Super Chorus (lancé par Boss en 1989) qui était analogique devient numérique à partir de 2001. Contrairement aux chorus analogiques à la sonorité assez chaude et feutrée, les chorus numériques reproduisent les fréquences aigües plus fidèlement. Cela explique également l'arrivée de contrôles de tonalité ou d'égalisation sur certaines pédales, afin de retrouver le son des chorus analogiques. Ces chorus fonctionnent avec des microprocesseurs (DSP).
La complexité des chorus augmente : certains appareils, comme le Sony Deca Chorus, incluent jusqu'à dix lignes de chorus différentes, chacune paramétrable individuellement.

## Effets similaires
Le chorus est très proche du vibrato (effet qui ne comporte que le signal modulé) et le flanger (où le signal de sortie est réinjecté en entrée, produisant un effet de filtrage en peigne balayant). Ces trois effets sont basés sur la modulation d'un delay de quelques millisecondes (moins de 10 ms pour un flanger, entre 20 et 50 ms pour un chorus), et sont perçus comme étant similaires par les auditeurs. Ils sont généralement classés parmi les effets de modulation.  
Il est possible de régler un flanger de manière à sonner comme un chorus : c'est le cas d'Andy Summers de The Police sur les morceaux Walking on the Moon ou Message in a Bottle (1979), qui utilise un flanger Electric Mistress d'Electro-Harmonix.  
En réglant le chorus à une vitesse élevée et une faible profondeur, il est possible de s'approcher de l'effet d'une cabine Leslie. Toutefois, ce dernier est plus complexe qu'un chorus et utilise l'effet doppler, entraînant des modifications de phase en plus des variations de hauteur.